# Washington (Mississippi)
Pour les articles homonymes, voir Washington.
Washington est une communauté non-incorporée du comté d'Adams dans le Mississippi, près de Natchez. C'était le lieu ou se trouvait le Jefferson College, qui a été ouvert par Jefferson Davis.

## Géographie
La ville se trouve à 31° 34′ 44″ N, 91° 17′ 57″ O.

## Histoire
L'homonyme du nom de la ville Washington est George Washington.  Originellement établi par le Colonel Andrew Elliot et John Foster.  Le siège du territoire a été déplacé de Natchez à Washington le 1er février 1802, et y est resté jusqu'en 1817.
Washington a été la capitale de l'état avant que celle-ci ne soit déplacé à Jackson.

## Transport
- U.S. Highway 61
- U.S. Highway 98
- U.S. Highway 84